# غاني ماركان
غاني ماركان كان واحدًا من أول المشرعين الروهنجين الأراكانيين المُنتخبين في بورما البريطانية. انتخب للمجلس التشريعي بورمي خلال الانتخابات العامة البورمية عام 1936 عن منطقتي منغدو وبوثيدونغ في قسم أراكان.
قُسمت مقاعد أعضاء المجلس التشريعى إلى فئات، البورمين الوطنيين، كاين، أنجلو-بورمان، الهنود، الصينين والأوروبيين. انتخب غاني عن فئة البورمين الوطنيين.